# Docetisme
Docetisme (van het Griekse: δοκεῖν, dokein = lijken of schijnen) is de opvatting dat Jezus Christus slechts een schijnbare lichamelijkheid bezat. Volgens de doceten was het lichaam van Christus slechts schijn, niet werkelijk aanwezig. 
Er zijn al in de 1ste eeuw docetische leerstellingen aanwijsbaar. Meer intellectuele christenen werden zich bewust van het probleem hoe de vereniging van het goddelijke en menselijke in de historische Jezus denkbaar was. In de Griekse filosofie en het Griekse denken werd een scherp onderscheid gemaakt tussen de onveranderlijke goddelijke wereld van het Zijn en de veranderlijke wereld van het Worden. Die twee konden zich ook niet verenigen. Dat maakt de eenheid van God en mens in Jezus in dat denken onbestaanbaar. Een van de oplossingsrichtingen was de formulering dat Jezus geen reëel menselijk lichaam had gehad maar een schijnlichaam.
De aanwezigheid van die opvatting wordt al verwoord in de brieven van Johannes. In de Eerste brief van Johannes staat: Iedereen die gelooft dat Jezus Christus als mens op de aarde gekomen is, komt van God. Iedere geest die dit niet belijdt, komt niet van God: dat is de antichrist. In de Tweede brief van Johannes staat: Er zijn veel dwaalleraren in de wereld verschenen die de komst van Jezus Christus als mens niet belijden. Dat nu is de verleider, de antichrist.
In de proto-orthodoxie ging men ervan uit dat Jezus tegelijk waarachtig God en waarachtig mens was geweest die geleden had en gestorven was. De innerlijke tegenstellingen nam men op de koop toe. Tertullianus beschreef in zijn Adversus Praxean als een van de eersten een formulering hiervoor.  Wij zien een dubbele status, niet vermengd, maar verbonden in één persoon; Jezus: God en mens. 
Het docetisme was vooral aanwezig binnen de gnostiek. In een aanzienlijk aantal van de Nag Hammadigeschriften wordt dat duidelijk. De Tweede verhandeling van de grote Seth verdedigt het gnostische standpunt over de kruisigingsdood, dat de goddelijke Christus de mens Jezus voor de dood aan het kruis heeft verlaten. De gekruisigde Jezus is dus slechts een lichamelijk omhulsel. Christus zegt in de tekst Ik heb in het geheel niet geleden. Zij bestraften mij, ik stierf niet echt, maar slechts in schijn.
In de gnostiek wordt de kruisiging gezien als een nederlaag van de demiurg en zijn boze machten. Zij zijn niet in staat geweest de Verlosser te doden. Dat is ook het belangrijkste thema in geschriften als Gnostische Openbaring van Petrus, en de Eerste openbaring van Jacobus. In het  evangelie van Judas spreekt Jezus over zijn lichaam als degene die mij draagt  en tegen Judas zegt hij jij zult de mens die mij draagt offeren. 
Omdat het christendom lijden, sterven en de verrijzenis van Christus als het centrale punt van de christelijke boodschap beschouwt, is het docetisme steeds bestreden als ketterij. De omlijning van wat tot het wezen van Christus en de christologische perichorese behoort, kwam geleidelijk en grotendeels tot stand tussen het Eerste Concilie van Nicea (325) en het Concilie van Chalcedon (451).
Verwante zienswijzen bleven echter lange tijd aanwezig, ook in de Kerk. Zo hingen bijvoorbeeld de Katharen (12de - 14de eeuw) een docetische interpretatie van Christus' aanwezigheid op aarde aan en eind 16de eeuw werd Giordano Bruno aangeklaagd wegens onder meer docetisme en ter dood gebracht.